# Kopciuszek: Roztańczona historia
Kopciuszek: Roztańczona historia (ang. Another Cinderella Story) – amerykańska komedia romantyczna z 2008 roku. Sequel słynnego „Kopciuszka” umieszczony w obecnych czasach.

## Fabuła
Mama Mary tańczyła niegdyś u Dominique. Zmarła gdy Mary była dzieckiem. Dominique zaadoptowała ją. Wychowywała się wraz z dwoma przyrodnimi siostrami.
Pełniła rolę ‘kopciuszka’, sprzątała i wykonywała ich rozkazy. Nagrodą było to, że mogła chodzić do szkoły.
Film zaczyna się, gdy w szkole pojawia się sławny chłopak, Joey Parker. Wszystkie dziewczyny są w nim zakochane. Mary chociaż wspaniale tańczy, nadal doucza się w szkole tańca. Po pewnym czasie w szkole jest organizowany bal. Wiedząc, iż Mary chce iść na bal, Dominique (macocha) rozkazuje jej posprzątać swoją sypialnię. Chwilę przed balem Tami (przyjaciółka Mary) pojawia się w jej domu ze znajomymi, dla których żaden bałagan nie jest za duży.
Na balu Mary tańczy z nieznajomym. Złe siostry rozrzucają na podłogę czekoladowe kuleczki, przez co Mary upada i dowiaduje się z kim tańczyła – czyli Joeyem. W tym samym czasie wybija północ, dziewczyna wychodzi, ale w pośpiechu gubi swój odtwarzacz MP3. Po poszukiwaniach ukochanej, na przyjęciu Dominique w końcu dowiaduje się, kim jest i zostają parą. Po kilku dniach Mary o północy przychodzi na zaaranżowane przez siostry Mary i Natalie spotkanie z Joeyem. Widzi tam, jak ta ostatnia siedzi na jego łóżku i posądza go o zdradę. Najlepsza przyjaciółka Mary – Tami wraz z jej nowym chłopakiem (najlepszym przyjacielem Joey Parkera) zabierają ją na konkurs taneczny. Mary sprowokowana przez Parkera wybacza mu, wychodzi na scenę i tańczy oraz śpiewa z nim. Wygrywa konkurs oraz zostaje przyjęta do profesjonalnej szkoły tanecznej. Wyprowadza się od Dominique i wyjeżdża z Parkerem.

## Obsada
- Selena Gomez jako Mary Santiago,
- Drew Seeley jako Joey Parker,
- Jane Lynch jako Dominique Blatt,
- Jessica Parker Kennedy jako Tami,
- Emily Perkins jako Britt Blatt,
- Katharine Isabelle jako Bree Blatt,
- Marcus T. Paulk jako Dustin „Gicior”,
- Nicole LaPlaca jako Natalia Faroush,
- Camille Mitchell jako Regina,
- Lynda Boyd jako Evie Parker,
- Donald Adams jako nauczyciel,
- Laura Konechny jako Mooney,
- Lorena Gale jako Helga Bader,

i inni.

## Soundtrack
1. „Tell Me Something I Don’t Know” Selena Gomez 3:21;
2. „New Classic” Drew Seeley, Selena Gomez 3:09;
3. „Hurry Up & Save Me” Tiffany Giardina 3:51;
4. „Just That Girl” Drew Seeley 3:18;
5. „Bang A Drum” Selena Gomez 3:13;
6. „1st Class Girl” Marcus Paulk, Drew Seeley 3:02;
7. „Hold 4 You” Jane Lynch 2:31;
8. „Valentine’s Dance Tango” The Twins 2:12;
9. „No Average Angel” Tiffany Giardina 2:58;
10. „Don’t Be Shy” Small Change, Lil’ JJ, Chani 4:04;
11. „X-Plain it to My Heart” Drew Seeley 1:15;
12. „New Classic” (Live Performance) Drew Seeley, Selena Gomez 5:31;
13. „Another Cinderella Story” (Score Suite) John Paesano 2:40;
14. „New Classic” Drew Seeley & Selena Gomez 2:42.